# Adalbertkirche (Kościelec)
Die Adalbertkirche ist ein römisch-katholisches Kirchengebäude des Bistums Kielce in Kościelec, Polen.

## Geschichte
Die Kirche wurde ursprünglich 1231 vom Krakauer Bischof Wisław z Kościelca gestiftet, der selbst aus Kościelec stammte. Die Kirche wurde bis 1242 im romanisch-gotischen Stil erbaut. Während der Reformation wurde die Kirche von den Polnischen Brüdern devastiert und blieb zunächst ungenutzt. Von 1628 bis 1634 wurde der Innenraum im Barockstil restauriert. Die Glockentürme wurden im 17. Jahrhundert teilweise abgebaut. Ein neuer freistehender Glockenturm kam im 19. Jahrhundert im neogotischen Stil hinzu. Erhalten sind das romanische Hauptportal sowie zahlreiche romanische Säulen im Kirchenschiff und der gotische Innenraum. Die Kirchenausstattung ist größtenteils barockisiert. Die Kirche wird derzeit (Stand 1/2023) als Pfarrkirche genutzt.

## Romanische Details

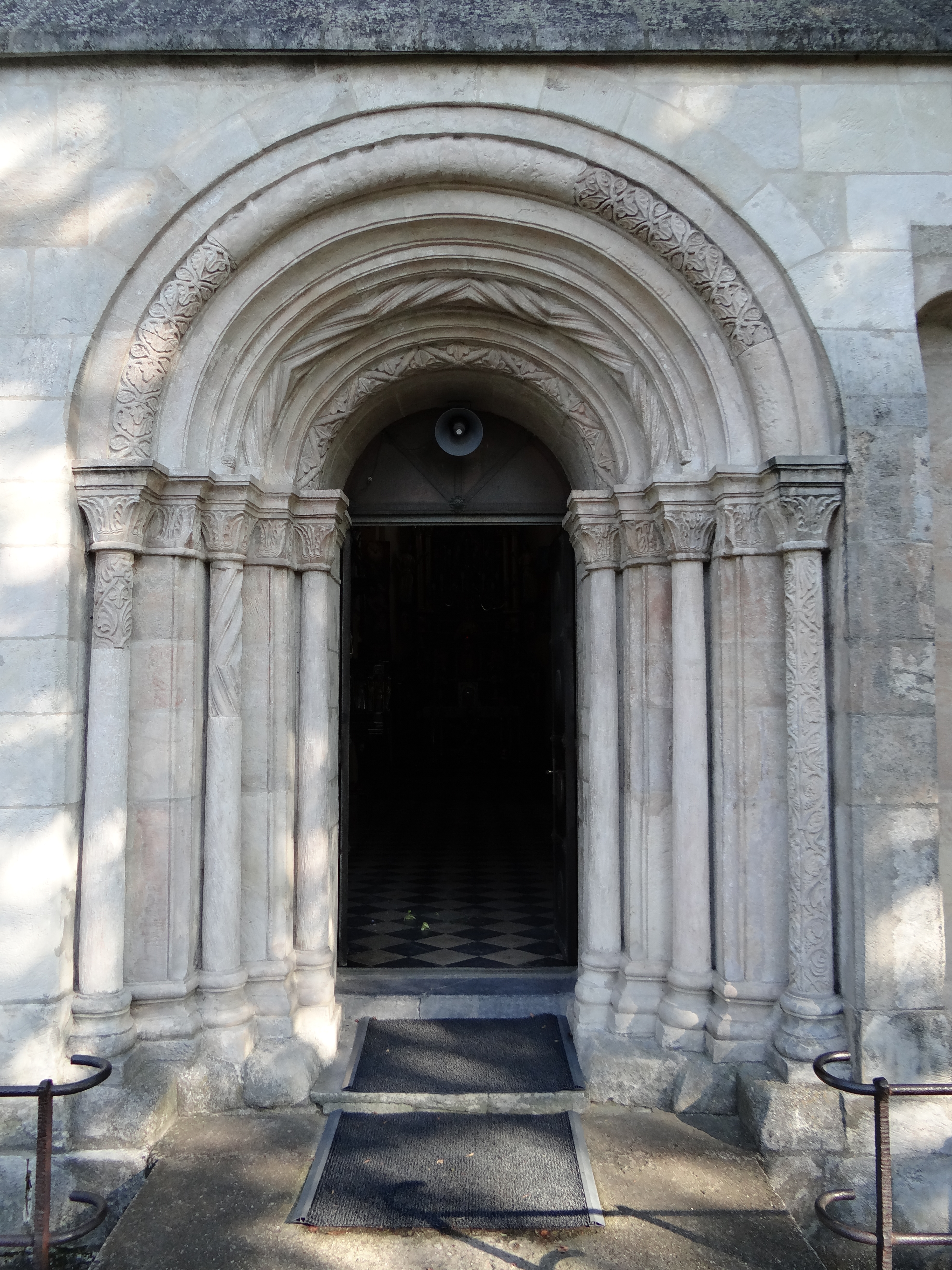
Portal
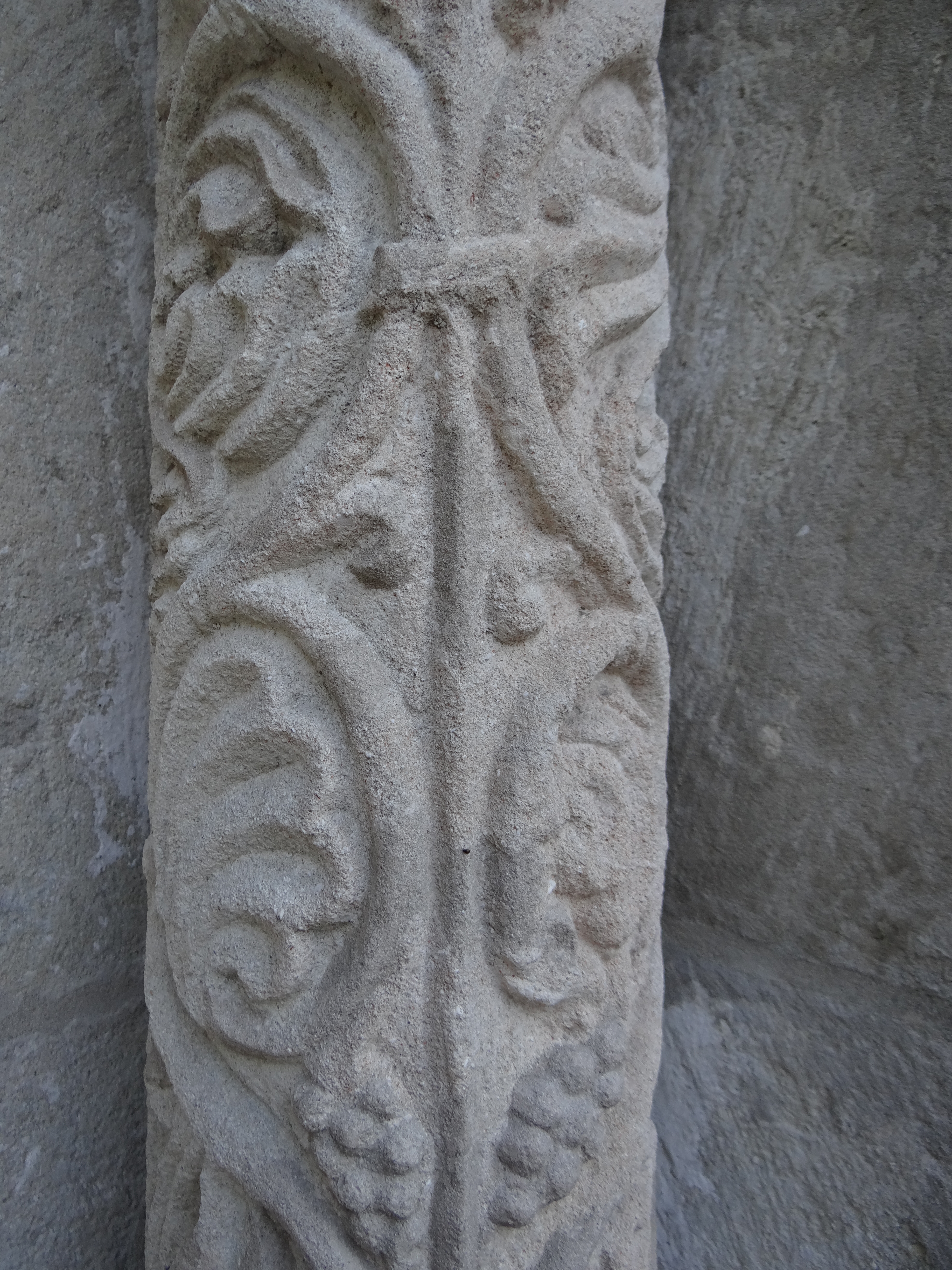
Säule
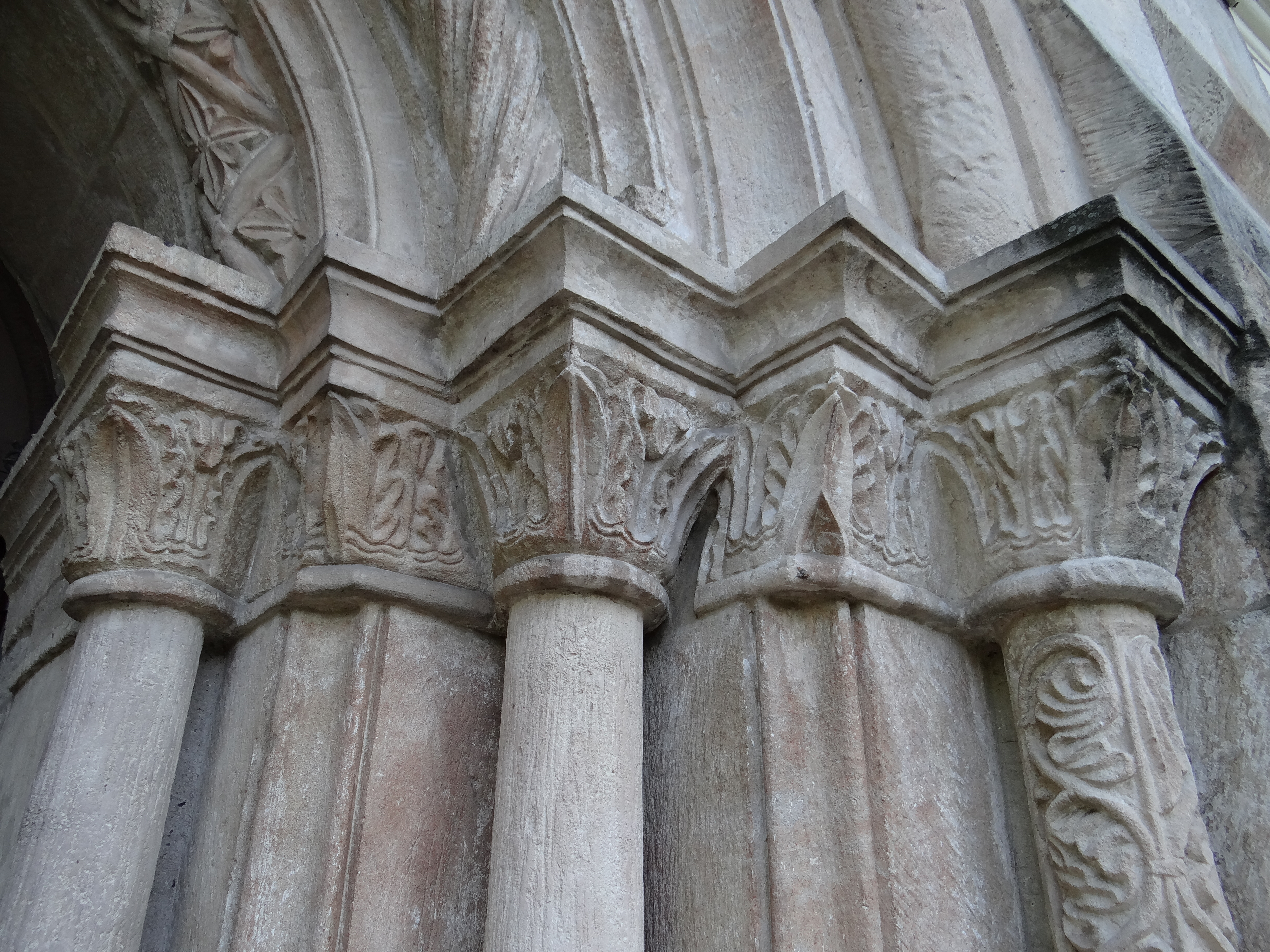
Portal
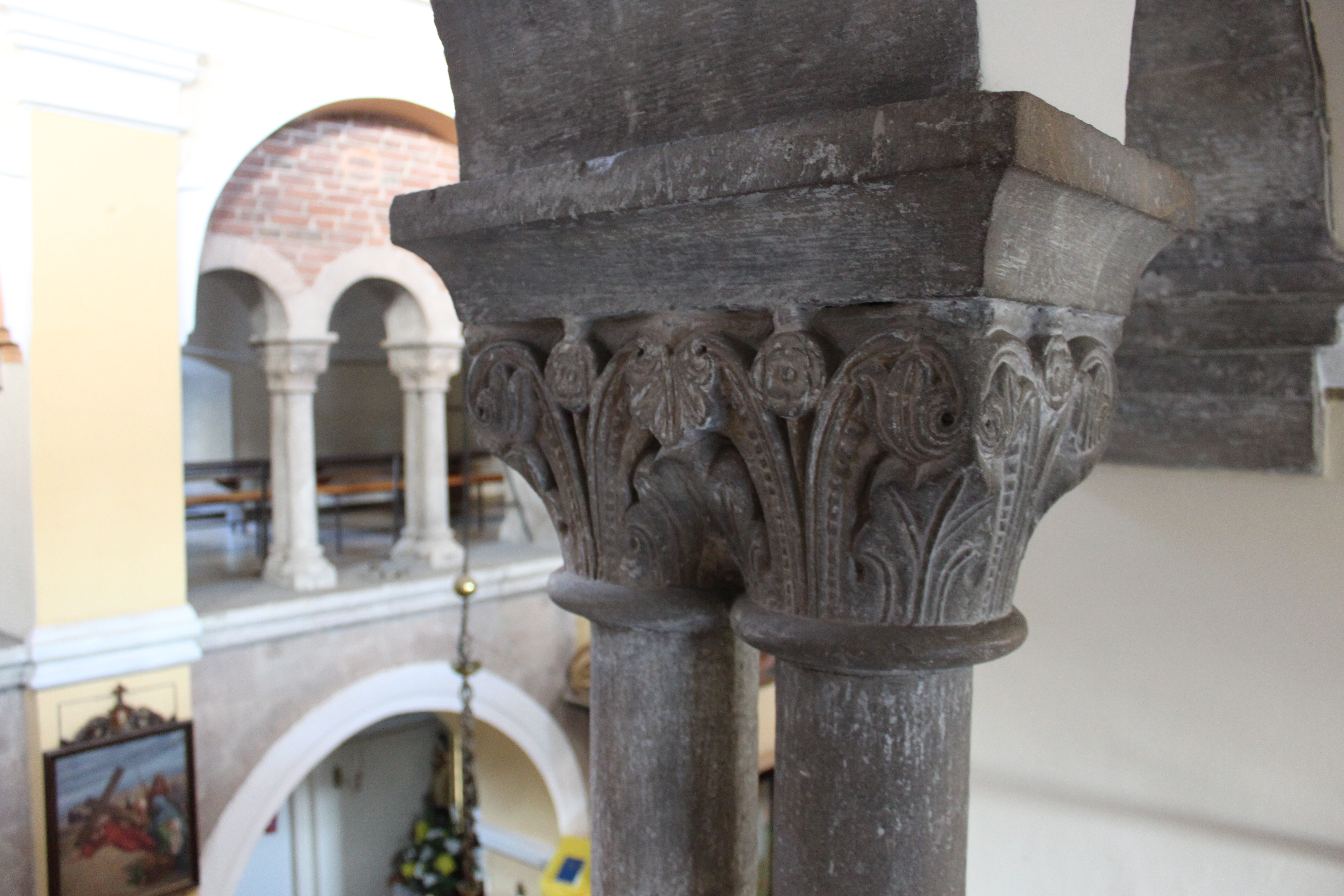
Säulen